# ESZ Personenwagen C 36 – C 38
Als Personenwagen C 36 – C 38 wurden drei zweiachsige Personenwagen der Elektrischen Strassenbahnen im Kanton Zug (ESZ) bezeichnet.

## Geschichte
Die Gesellschaft Elektrische Strassenbahnen im Kanton Zug (ESZ) eröffnete am 9. September 1913 die Überland-Tramstrecken Zug–Oberägeri, Zug–Baar–Thalacker und Nidfurren–Menzingen. Auf allen Strecken fuhren Triebwagen CFe 4/4. Diese fuhren in den ersten Betriebsjahren als Solo-Triebwagen und lösten die Automobilkurse ab, denn die zuvor eingesetzten neunplätzigen Orion Autobusse waren nicht zuverlässig und mit ihren Vollgummirädern auf der ungeteerten Strasse nicht bequem.
Die ESZ bestellte 1919 die beiden Zweiachs-Personenwagen C 36 und C 37. Diese wurden am 31. März 1920 in Betrieb genommen. Der dritte Wagen, C 38, trat 1926 seinen Dienst an.
Der Trambetrieb auf diesen Strecken wurde 1953 eingestellt und durch Saurer 5 DUK Busse ersetzt. 1955 konnten die drei Wagen an die Sernftalbahn im Kanton Glarus verkauft werden. 1969 stellte auch diese Bahn auf Autobusbetrieb um. Der Wagen C-38 wurde nach 1986 verschrottet. Die beiden anderen übernahm der Verein Eurovapor und brachte diese nach Solothurn. Bis 1981 standen die Wagen ungenutzt auf den Geleisen der Solothurn-Zollikofen-Bern-Bahn sowie Bern-Worb-Bahnen. Der Wagen C-36 wurde zu Beginn der 1970er Jahre verschrottet. Der verbliebene Wagen C-37 wurde an die Jagsttalbahn in Deutschland verkauft. 1983/1984 wurde er revidiert und mit Radsätzen für 750 mm Spurbreite versehen. Seit längerem ist die Jagsttalbahn stillgelegt, und der Weiterbestand ist ungewiss. Davon ist ebenso der ehemalige ESZ-Personenwagen betroffen.